# Леонтьев, Константин Николаевич
Константи́н Никола́евич Лео́нтьев (13 [25] января 1831, Кудиново, Калужская губерния — 12 [24] ноября 1891, Троице-Сергиева лавра, Сергиевский район) — русский врач, дипломат; мыслитель религиозно-консервативного направления; философ

, писатель

, публицист, литературный критик, социолог. В конце жизни принял монашеский постриг с именем Климент.

## Биография
Родился 13 (25) января 1831 года в селе Кудинове Мещовского уезда Калужской губернии. Отец Николай Борисович (1784—1840?) происходил из калужской ветви дворянского рода Леонтьевых; его дед Иван Петрович Леонтьев получил калужские имения благодаря браку с дочерью Ивана Петровича Толстого, президента Юстиц-коллегии. Мать Феодосия Петровна (1794—1871) была дочерью младшего единокровного брата и тёзки поэта Петра Матвеевича Карабанова. Брат Владимира Николаевича Леонтьева.
О своём отце Леонтьев вспоминал, что «он был очень велик и толст, … из числа тех легкомысленных и ни к чему не внимательных русских людей (и особенно прежних дворян), которые и не отвергают ничего, и не держатся ничего строго. Вообще сказать, отец был и не умён, и не серьёзен»; о матери: «она не была богомольна; постов почти вовсе не соблюдала и нас не приучала к ним, не требовала их соблюдения. … она немножко даже и презирала слишком набожных людей»; и отмечал: «молиться перед угловым киотом учила меня не мать, а горбатая тётушка моя Екатерина Борисовна Леонтьева, отцовская сестра».
Первоначальное образование младшему, седьмому по счёту ребёнку, дала мать. В 1841 году он поступил в Смоленскую гимназию, а в 1843 году — кадетом в Дворянский полк. Из полка Леонтьев был уволен по болезни в октябре 1844 года и в том же году зачислен в третий класс Калужской гимназии, которую он окончил в 1849 году с правом поступления в университет без экзаменов. Поступив в ярославский Демидовский лицей, в ноябре того же года перевёлся на медицинский факультет Московского университета.

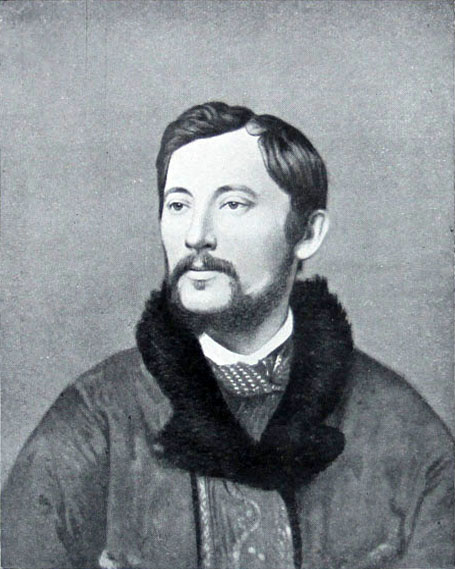

В 1851 году написал своё первое произведение — комедию «Женитьба по любви». Для его оценки он решил обратиться к И. С. Тургеневу, жившему тогда в Москве. Тот дал положительный отзыв о пьесе, однако она не была опубликована, так как её не пропустила цензура.
В 1854 году, досрочно получив диплом, отправился добровольцем в качестве батальонного лекаря на Крымскую войну. Служил в Белёвском егерском полку, затем — в Керчь-Еникальском и Феодосийском военных госпиталях. Уволившись 10 августа 1857 года с военной службы, возвратился в Москву.
В 1858—1860 годы занимал место домашнего врача в селах Спасском (у барона Д. Г. Розена) и Смирнове (у А. Х. Штевена) Арзамасского уезда Нижегородской губернии .
В конце 1860 года переехал в Санкт-Петербург и поселился у своего брата Владимира Николаевича.
В 1861 году возвратился в Крым, в Феодосию, где женился на Елизавете Павловне Политовой, дочери греческого торговца (впоследствии она страдала умопомешательством). Оставив жену в Крыму, приехал в Санкт-Петербург, где в это время выходил его первый большой роман «Подлипки». Второе большое произведение — роман «В своём краю» (1864). Порвал с модным тогда либерализмом и стал убеждённым консерватором.
В 1863 году поступил на службу в Министерство иностранных дел и 25 октября того же года назначен драгоманом русского консульства в Канеа (Ханья), на острове Крит. С жизнью на Крите связаны восточные рассказы Леонтьева («Очерки Крита», повесть «Хризо», «Хамид и Маноли»).
В августе 1864 года был назначен исполняющим обязанности консула в Адрианополе, где прослужил два с лишним года. После непродолжительного отпуска в Константинополе в 1867 году получил пост вице-консула в Тульче.
В 1870 году была опубликована его статья «Грамотность и народность», получившая одобрение посла в Константинополе Н. П. Игнатьева, слывшего славянофилом. В это же время работал над обширной серией романов «Река времён», которая охватывала русскую жизнь с 1811 по 1862 годы; большая часть рукописей была позднее уничтожена им.
Через год был назначен консулом в албанский город Янину, климат которого, однако, отрицательно сказался на его здоровье; был переведён на пост консула в Салоники. Его готовили к должности генерального консула в Богемии. Но в июле 1871 года он заболел болезнью, которую он принял за холеру. Когда смерть казалась ему неминуемой, он увидел икону Божией Матери, которую ему подарили афонские монахи; он дал обет Богородице, что в случае выздоровления он примет монашество. Спустя два часа он почувствовал облегчение.
Сразу после того, как болезнь отступила, он отправился верхом через горы на Афон, где оставался до августа 1872 года; намеревался исполнить своё обещание и стать монахом, но афонские старцы отговорили его от такого шага.
В 1872—1874 годах жил в Константинополе и на острове Халки; в этот период раскрыл себя как публицист («Панславизм и греки», «Панславизм на Афоне»). К этому же времени относится его работа «Византизм и славянство», а также роман «Одиссей Полихрониадес».
В 1874 году возвратился в родное Кудиново, которое нашёл в запустении. В августе совершил первую поездку в Оптину пустынь, где встретился со старцем Амвросием, к которому имел письмо от афонских монахов, и познакомился с иеромонахом Климентом (Зедергольмом).
В ноябре 1874 года поступил послушником в Николо-Угрешский монастырь под Москвой, но уже в мае 1875 года снова отправился в Кудиново.
В 1879 году принял предложение князя Н. Н. Голицына и приехал в Варшаву, где стал сотрудником газеты «Варшавский дневник». В газете опубликовал ряд статей, преимущественно на общественно-политические темы. Год спустя был вынужден оставить работу в издании, которое не смогло выбраться из финансовых трудностей.
В ноябре 1880 года поступил на службу в Московский цензурный комитет (предложение было получено от его друга Тертия Филиппова ещё в 1879 году); в должности цензора прослужил шесть лет.
В это время писал сравнительно мало (роман «Египетский голубь», статьи «О всемирной любви», «Страх Божий и любовь к человечеству»). В 1883 году Леонтьев познакомился с Владимиром Соловьёвым. В 1885—1886 годы появился сборник его статей «Восток, Россия и Славянство».
Осенью 1887 года переехал в Оптину пустынь, где снял у монастыря в аренду двухэтажный дом, — у самой монастырской стены. В начале 1890 года у него в гостях был Л. Н. Толстой, который провёл у него два с половиной часа, ушедших на споры о вере. В Оптиной К. Леонтьев пишет работы: «Записки отшельника», «Национальная политика как орудие всемирной революции», «Анализ, стиль и веяние» и др.
23 августа 1891 года в Предтечевом скиту Оптиной пустыни принял тайный постриг с именем Климент и переехал в Сергиев Посад.
Скончался от пневмонии 12 (24) ноября 1891 года; был похоронен в Гефсиманском скиту Троице-Сергиевой Лавры близ храма Черниговской Божией Матери (ныне — Черниговский скит).
По мнению исследователя П. П. Петухова, на образ Н. К. Леонтьева, возможно, намекает личность главного героя с такой же фамилией в рассказе Ивана Ефремова «Эллинский секрет».

## Философия К. Н. Леонтьева

### Антропологические воззрения
В своей антропологии К. Леонтьев выступает резким критиком абсолютизации человека, характерной для секулярной культуры. В современной Европе, по мнению мыслителя, 
«антрополатрия пересилила любовь к Богу и веру в святость Церкви и священные права государства и семьи».
К. Леонтьев указывает на то, что европейская мысль поклоняется не личности, достигшей особой степени развития, но просто индивидуальности всякой, и всякого человека желает сделать равноправным и счастливым. Такая мораль Леонтьевым отвергается. Ей он противопоставляет иную мораль: Леонтьев утверждает движение к Богочеловеку, путь к которому, по мнению мыслителя, не лежит через эвдемонизм.

Согласно Н. А. Бердяеву, мораль К. Леонтьева — есть 
«мораль ценностей, а не мораль человеческого блага. Сверхличная ценность выше личного блага. Достижение высших целей, целей сверхличных и сверхчеловеческих, оправдывает жертвы и страдания истории. Называть это аморализмом есть явное недоразумение. И Ницше не был аморалистом, когда проповедовал мораль любви к дальнему в противоположность морали любви к ближнему. Это — иная мораль».
Согласно воззрениям мыслителя, большей частью человеческие помыслы социально опасны, а потому свободу человека должно уравновешивать различными политическими и религиозными институтами. В этом Леонтьеву созвучно консервативное человекопонимание, так называемый антропологический пессимизм. Однако леонтьевское охранительство имеет своей особенностью ярко выраженную религиозную окраску.

## Взгляды и убеждения

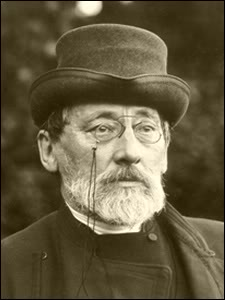

Леонтьев считал главной опасностью для России и других православных стран либерализм («либеральный космополитизм») с его «омещаниванием» быта и культом всеобщего благополучия, выступал против эгалитаризма («бессословности»), «демократизации». Проповедовал «византизм» (церковность, монархизм, сословная иерархия и т. п.) и союз России со странами Востока как охранительное средство от революционных потрясений. Леонтьева иногда относят к «поздним» славянофилам, но он скептически относился к славянофильству и славянству.
Написал довольно тонкие литературно-критические этюды о Л. Н. Толстом, И. С. Тургеневе, Ф. М. Достоевском. Критиковал Толстого и Достоевского за «розовое христианство».
Вслед за Н. Я. Данилевским делил человечество на культурно-исторические типы, неминуемо проходящие в своем развитии определённые стадии: юности, зрелости и старости (в терминологии Леонтьева — первичной простоты, цветущей сложности и угасания, ведущего к смерти). Таким образом, Леонтьев применил эстетический принцип к оценке общества, государства, культуры, истории («эстетизм» Леонтьева).
Интересовался социалистическими учениями: читал П. Прудона и Ф. Лассаля; предрекал европейской цивилизации политическую победу социализма, описывая его в виде «феодализма будущего», «нового корпоративного принудительного закрепощения человеческих обществ», «нового рабства».
В греко-болгарском конфликте, который был одним из ключевых вопросов Восточной политики для России в 1860-е—1870-е, полагал, что Константинопольский патриархат («фанариотское» духовенство) стоял на канонически безупречных позициях, в то время как болгары отошли от единства со вселенской Церковью.

## Критика
Изыскания К. Н. Леонтьева были подвергнуты критике со стороны многих выдающихся русских философов и деятелей Церкви.
Известная работа Константина Николаевича «Наши новые христиане», посвящённая Пушкинской речи Ф. М. Достоевского, была разобрана В. С. Соловьёвым в статье «Три речи в память Достоевского».
Оттенок сантиментальности мог быть в стиле у автора «Бедных людей», но во всяком случае гуманизм Достоевского не был тою отвлеченною моралью, которую обличает г. Леонтьев, ибо свои лучшие упования для человека Достоевский основывал на действительной вере в Христа и Церковь, а не на вере в отвлеченный разум или в то безбожное и бесноватое человечество...
<...>
Если он и был моралистом, как его называет г. Леонтьев, то его мораль была не автономическая (самозаконная), а христианская, основанная на религиозном обращении и возрождении человека. А собирательный разум человечества с его попытками нового вавилонского столпотворения не только отвергался Достоевским, но и служил для него предметом остроумных насмешек, и не только в последнее время его жизни, но и раньше. Пусть г. Леонтьев перечтет хоть «Записки из подполья».
Первая монография, посвященная целиком Леонтьеву — это книга K. H. Аггеева «Христианство и его отношение к благоустроению земной жизни» (Киев, 1909), защищённая как диссертация магистра богословия где делались выводы о «ветхозаветной» философии Леонтьева. Один из важных пунктов заключения гласит:
Как автор своей религиозной системы – К. Н. Леонтьев не вышел за пределы естественного, и только частью ветхозаветного, религиозного мировоззрения и остался чуждым христианству.
о. Павел Флоренский в книге «Столп и утверждение Истины» писал о нём: 
У Леонтьева Бог есть геометрический центр системы, почти абстракция, но – нисколько не Живое Единящее Начало; тут же Он – Ens realissimum. Поэтому, в безблагодатном жизнепонимании Леонтьева личность механически складывается из разного рода слоев бытия, а, согласно жизнепониманию автора этой книги, личность, при помощи благодати Божией, жизненно и органически усваивает себе все слои бытия. Все прекрасно в личности, когда она обращена к Богу, и все безобразно, когда она отвращена от Бога. И, тогда как у Леонтьева красота почти отождествляется с геенной, с небытием, со смертью, в этой книге красота есть Красота и понимается как Жизнь, как Творчество, как Реальность.

прот. С. Н. Булгаков в эссе «Победитель — побеждённый» пишет: 
Кто хочет узнать подлинного Леонтьева, должен пережить чары и отраву его беллетристики и через нее увидеть автора. Для того не покажется измышлением самобичевания, если Леонтьев говорит о себе как об «эстете-пантеисте, весьма вдобавок развращенном, сладострастном донельзя, до утонченности, с истинно сатанинской фантазией» (IX, 13), что подтверждается и биографическими данными361. По темпераменту, чуждому притом всякой истеричности, по смелости, доходящей до дерзости, Леонтьев, этот вдохновенный проповедник реакции, есть самый независимый и свободный русский писатель, притом принадлежащий к числу самых передовых умов в Европе, наряду, напр<имер>, с Фр. Ницше. События сделали ныне для каждого ясным, в какой мере он был историческим буревестником, зловещим и страшным. Он не только увидел на лице Европы признаки тления, но он и сам есть живой симптом надвинувшейся духовной катастрофы: явление Леонтьева уже было одним из ранних ее знамений.
Прот. Георгий Флоровский в книге «Пути русского богословия» говорит:
 
Леонтьев весь был в страхе. Он был странно уверен, что от радости люди забываются и забывают о Боге. Потому и не любил он, чтобы кто радовался. Он точно не знал и не понимал, что можно радоваться о Господе. Он не знал, что «любовь изгоняет страх», — нет, он и не хотел, чтобы любовь изгнала страх...
Совсем неверно считать Конст. Леонтьева представителем и выразителем подлинного и основного предания Православной Церкви, даже хотя бы только одной восточной аскетики. Леонтьев только драпировался в аскетику. Как удачно определил снова Розанов: «ревущая встреча эллинского эстетизма с монашескими словами о строгом загробном идеале». Аскетика, то были для Леонтьева именно заговорные слова, которыми он заговаривал свой испуг. И в эстетизме Леонтьева чувствуются скорее западные, латинские мотивы (его удачно сравнивают с Леоном Блуа). Для Леонтьева очень характерно, что с «Теократией» Влад. Соловьева он готов был и хотел бы согласиться, очень хотел бы себя открыто объявить его учеником, и к католичеству его влекло; но известный реферат Соловьева «об упадке средневекового мировоззрения» привел Леонтьева в подлинное неистовство, как соглашательство с «демократическим прогрессом»...
У Леонтьева была религиозная тема жизни, но вовсе не было религиозного мировоззрения. Он и не хотел его иметь. Леонтьев тревожился только о том, чтобы его языческий натурализм не был ему вменен или поставлен в вину и в грех. Странным образом, у этого притязаемого «византийца» была совсем протестантская проблематика спасения, почти без остатка вмещавшаяся в идею вменения или, скорее, невменения. Как уйти от кары или возмездия за грех?..
Леонтьев не верил в преображение мира, и верить не хотел. Он именно любовался этим непреображенным миром, этим разгулом первородных страстей и стихий, и не хотел расставаться с этой двусмысленной, языческой и нечистой, красотой. Но от замысла религиозного искусства он в испуге отшатывался. Бога надо чтить там, вверху...
Выдающийся церковный деятель митрополит Антоний (Храповицкий) отмечает ложность убеждений Леонтьева в свете христианской этики и указывает на близость взглядов философа декадансу:
Проблема всей антирелигиозной культуры есть благо, но благо, в смысле наслаждения при безразличии его морального содержания: мораль берется лишь как условие сего наслаждения, но не как цель. Этот нравственный этерономистический эвдемонизм сближает последователей независимой культуры с религиозно – сословными консерваторами псевдо-аскетического направления, вроде Елагина, Леонтьева и т. п., любивших говорить о страхе, но не о любви. И с каким неудовольствием последние помогают ближним ради страха загробного воздаяния, с таким же огорчением, даже с пессимистическим отчаянием говорит Гартмановская этика о сострадании, как единственном средстве избавиться от скорби жизни, и предостерегает от половых страстей в виду избежания дальнейших мук бытия. Тут нет восторженной похвалы ангелоподобной чистоте истинного девства, ни восхваления братолюбию, как самому святому чувству, приобщающему нас Богу и вечности: нет, эти философы оплакивают жизнь именно потому, что она карает похотливую страстность и эгоистическую самозамкнутость: свой высший нравственный идеал они представляют лишь, как лучший из худых исходов оплакиваемой бессмыслицы бытия. Им бы хотелось Магометова рая и вечного Кабана, но они знают, что смерть неизбежна, а потому научают заранее убить в себе жизнь, но не через кровопускание в ванне наподобие древних римлян, а через физическое сострадание бедным.
В письме философу Н. А. Бердяеву архипастырь говорит:
Если наше духовенство, высшее и рядовое, исполнено злобной ненависти к революционерам, если оно отказалось от всяких попыток действовать на них убеждением, если оно настолько изверилось в людей, что признает силу только за принудительными мероприятиями и смертными казнями, то, конечно, такому духовенству я прежде всего посоветовал бы оставить апостольское служение<...>

Я не думаю так ни о русском Синоде, ни о русском духовенстве. Однако если встречаю среди него лиц, которые относятся к жизни и к людям по воззрениям упомянутого вами писателя Леонтьева, то я крепко негодую. С леонтьевскими принципами я вел полемику еще в 1893 году и сужу о них и об их выразителях гораздо строже, чем вы. Леонтьев, Катков, Победоносцев и значительная часть членов «Русского собрания» и главарей «Союза русского народа» очень резко различаются от другой части этих учреждений и от первых славянофилов, также от Достоевского и Рачинского.
Среди современных российских философов видный критик идей К. Н. Леонтьева
— А. С. Ципко. Он отмечает опасность идей Леонтьева из-за их удобства для оправдания массовых репрессий и т. п. явлений:
Интересно, что точно так, как Константин Леонтьев оправдывал зверства российского крепостничества ссылкой на его государственнические результаты, так и Геннадий Зюганов оправдывает самогеноцид эпохи социалистического строительства. Хотите "великой России", говорил Константин Леонтьев, но тогда и принимайте русское крепостничество, российское неравенство. Хотите сталинскую индустриализацию, хотите победу над фашистской Германией, говорит Геннадий Зюганов, тогда принимайте как должное и "красный террор" и репрессии 30-х.

Также
Не надо лукавить. Константин Леонтьев показал, что отстранение от Запада – это отказ и от ценностей христианства, лежащих в основе западной культуры, и от ценностей гуманизма, от убеждения, что каждый из нас как дитя Божье имеет право на свое личное счастье, личный достаток, свой успех, что он ни в коем случае не может быть средством. Что бы ни говорили сегодня борцы с западной цивилизацией, но именно то, что человек не может быть средством, лежит в основе русской культуры – Пушкина, Достоевского, Толстого.

Как писал Николай Бердяев, в «злобной проповеди насилия и изуверства» Леонтьева было что-то от болезни души. Аскетическое христианство Леонтьева было, по сути, отрицанием христианской идеи любви к ближнему. Но я хочу понять, что стоит за изуверством наших нынешних проповедников русской чистоты, которые, как Александр Проханов, считают, что горе и страдания, пустой желудок и неблагополучие являются «посещением Божьим». Да, Константин Леонтьев не скрывал, что его враг – гуманизм. Он говорил, что суть жизни в страданиях, а «гуманность просто хочет стереть с лица земли эти полезные нам обиды, разорения и горести». И именно по этой причине Леонтьев до конца жизни сожалел, что Александр II увел русских крестьян «от обид помещика», даровал им свободу, «лишил радости смирения перед несправедливой и жестокой властью».
Публицист и писатель Олег Платонов в книге «Покушение на русское царство» (М.: «Родная страна», 2013. — 416 с.) пишет (стр. 183) следующее:
В работах К. Леонтьева чувствуются западные, латинские мотивы, его тянет к католичеству, он близок к идее Соловьева о мировой теократии. В национальном смысле Леонтьев был далек от русского Православия, так как не верил в идею преображения мира, христианство было для него религией конца. К. Леонтьев сводит религиозно‑культурные корни России к некоему упрощенному византизму, которые, по его мнению, – Царь плюс Церковь.